# Музей сучасного мистецтва (Труа)
48°17′59″ пн. ш. 4°04′49″ сх. д. / 48.29972222° пн. ш. 4.08027778° сх. д.
Музей сучасного мистецтва Труа (фр. Musée d'art moderne de Troyes) — найважливіший художній музей у місті Труа, поряд з Музеєм образотворчих мистецтв, а також один з найбільших провінційних музеїв сучасного мистецтва у Франції.

## Історія
Музей був заснований 1982 року. Основою колекції став дар меценатів П'єра та Деніз Леві. 1976 року місцеві текстильні промисловці, а також колекціонери й меценати Леві передали місту свої приватні збірки творів мистецтва, до яких входило близько 2 000 творів. Члени сім'ї Леві були особисто знайомі з багатьма відомими художниками та скульпторами, тож у збірці переважано були картини французького авангардного живопису початку XX століття.
Відкритий в 1982 році за участю президента Франції Франсуа Міттерана, музей розташувався в будівлі старого єпископського палацу в Труа, час будівництва якого відноситься до рубежу XVI—XVII століть.

## Колекції
Колекції музею охоплюють мистецтво Франції у період із другої половини ХІХ століття до 1960-х років. Переважає живопис, але є також велика колекція скульптури.
Крім того, в музеї представлені скляні вироби в стилі ар-деко відомого майстра Моріса Маріно та велика колекція примітивного мистецтва з робіт, які належали художникам, чиї роботи представлені в музеї (як Дерен), або відомим торговцям витворами мистецтва (Амбруаз Воллар, Фелікс Фенеон, Поль Гійом та інші).
Мистецтво другої половини XIX століття представлено в музеї роботами Жан-Франсуа Мілле, Гюстава Курбе, Оноре Дом'є, Едгара Дега, Жоржа Сера, Максимільєна Люса, Поля Гогена, а також художників гурту Набі : Едуара Вюйара, П'єр Боннар та Фелікса Валлоттона.
Серед робіт XX століття в музеї вирізняється колекція творів художників-фовістів: Андре Дерена (близько 80 картин, представлених у музеї Труа, є найбільшою у світі колекцією творів Дерена), Жоржа Брака, Моріса Вламінка, Альбера Марке, Рауля Дюфі, Отона Фрієза, Кеєса ван Донгена, Жана Пюї та Моріс Маріно (роботам якого присвячено окрему залу). Паризька школа представлена в музеї творами Хаїма Сутіна (8 картин) та Амедео Модільяні, кубізм — роботами Хуана Гриса, Роже де ла Френе, Жана Метценже та Андре Лота . У музеї також експонуються картини Анрі Матісса, Жоржа Руо, Лео Леманна, Робера Делоне, Жака Війона, Макса Ернста, Бальтюса, Ніколи де Сталя та Бернара Бюффе .

Скульптура представлена, зокрема, роботами Едгара Дега (4 бронзи), Огюста Родена, Арістіда Майоля, Осипа Цадкіна, Хуліо Гонсалеса, Шарля Деспіо, Андре Дерена та «Блазнем» (1905) Пікассо .

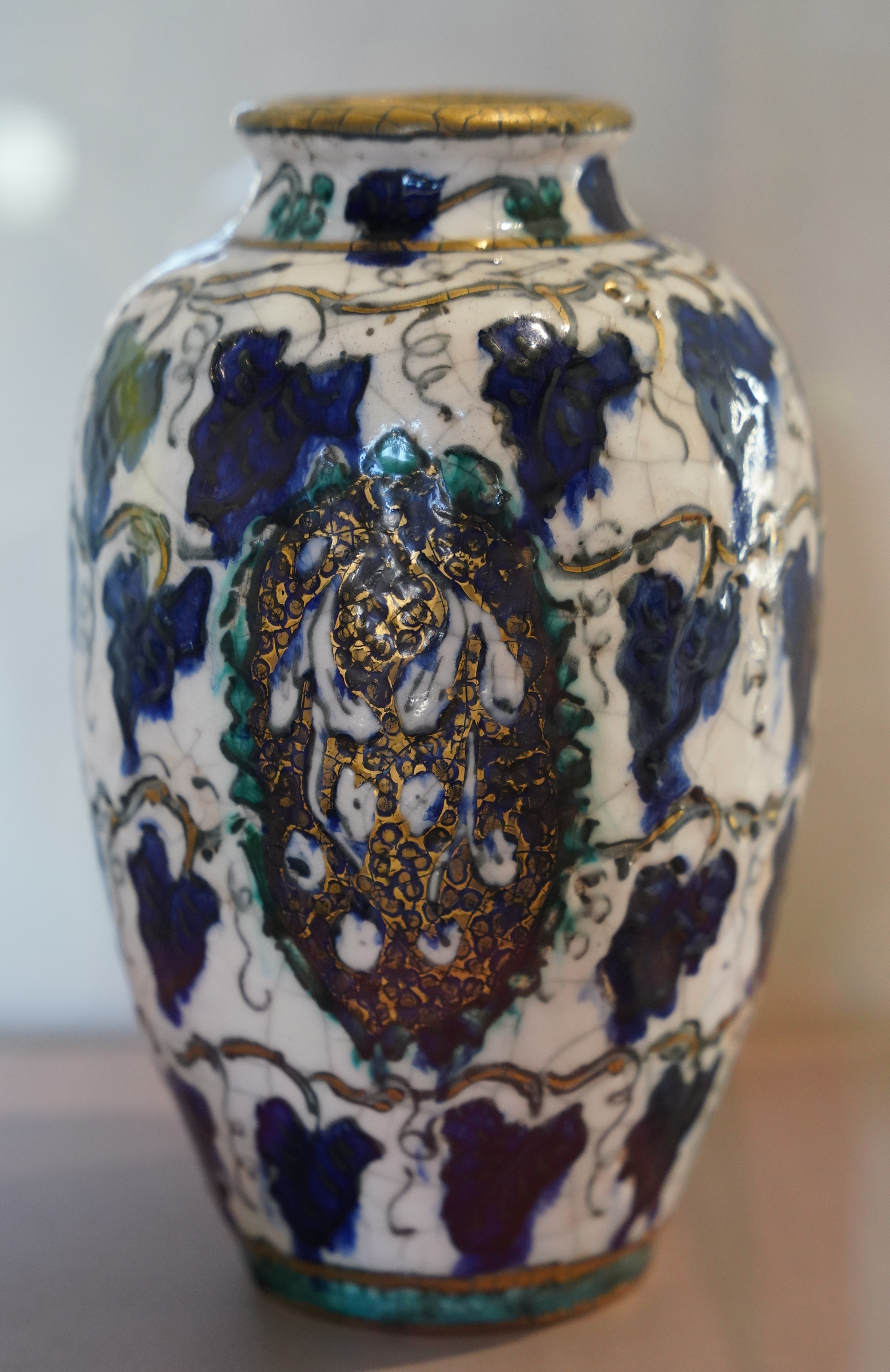
Андре Метті.
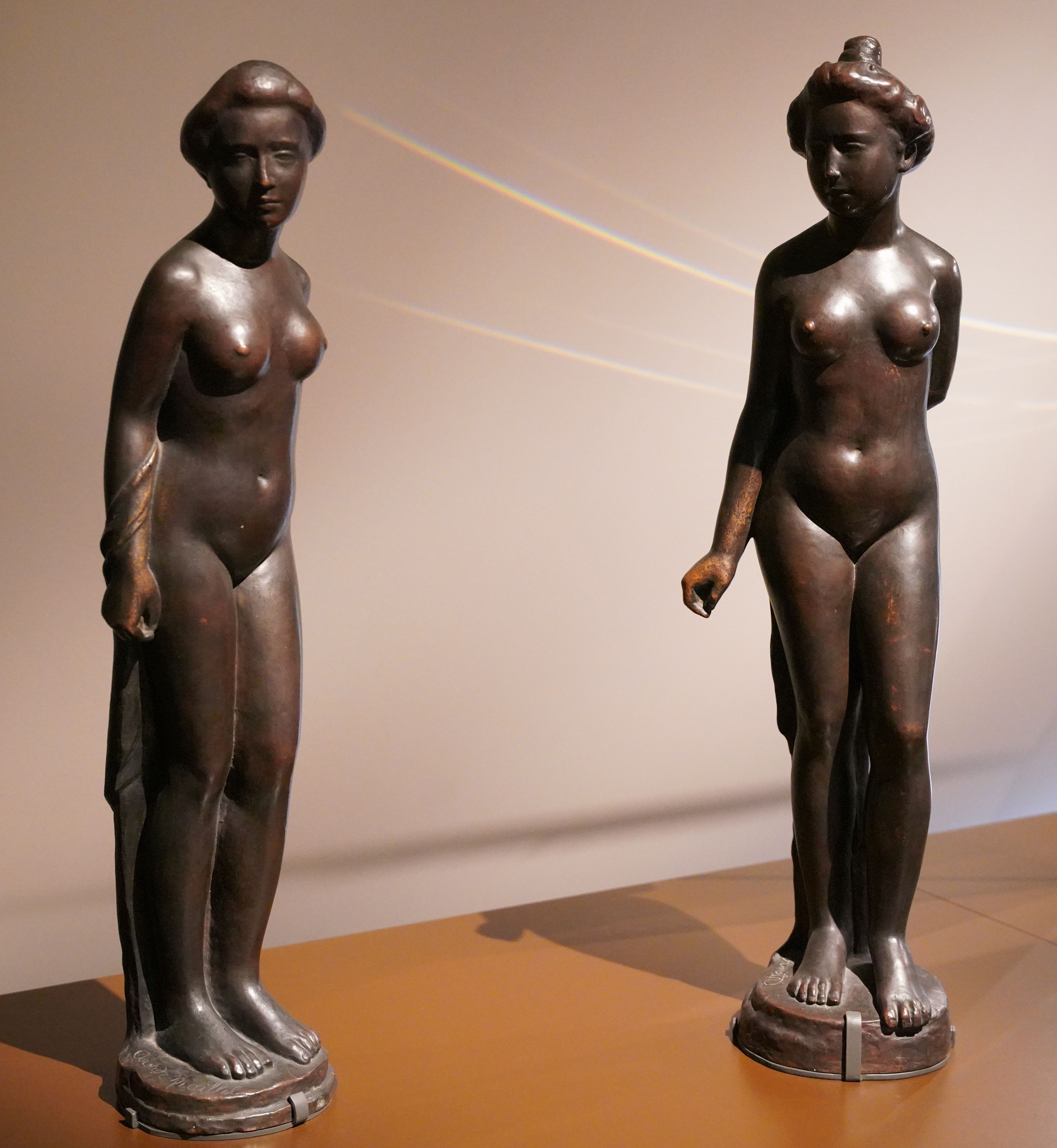
Арістид Майоль.
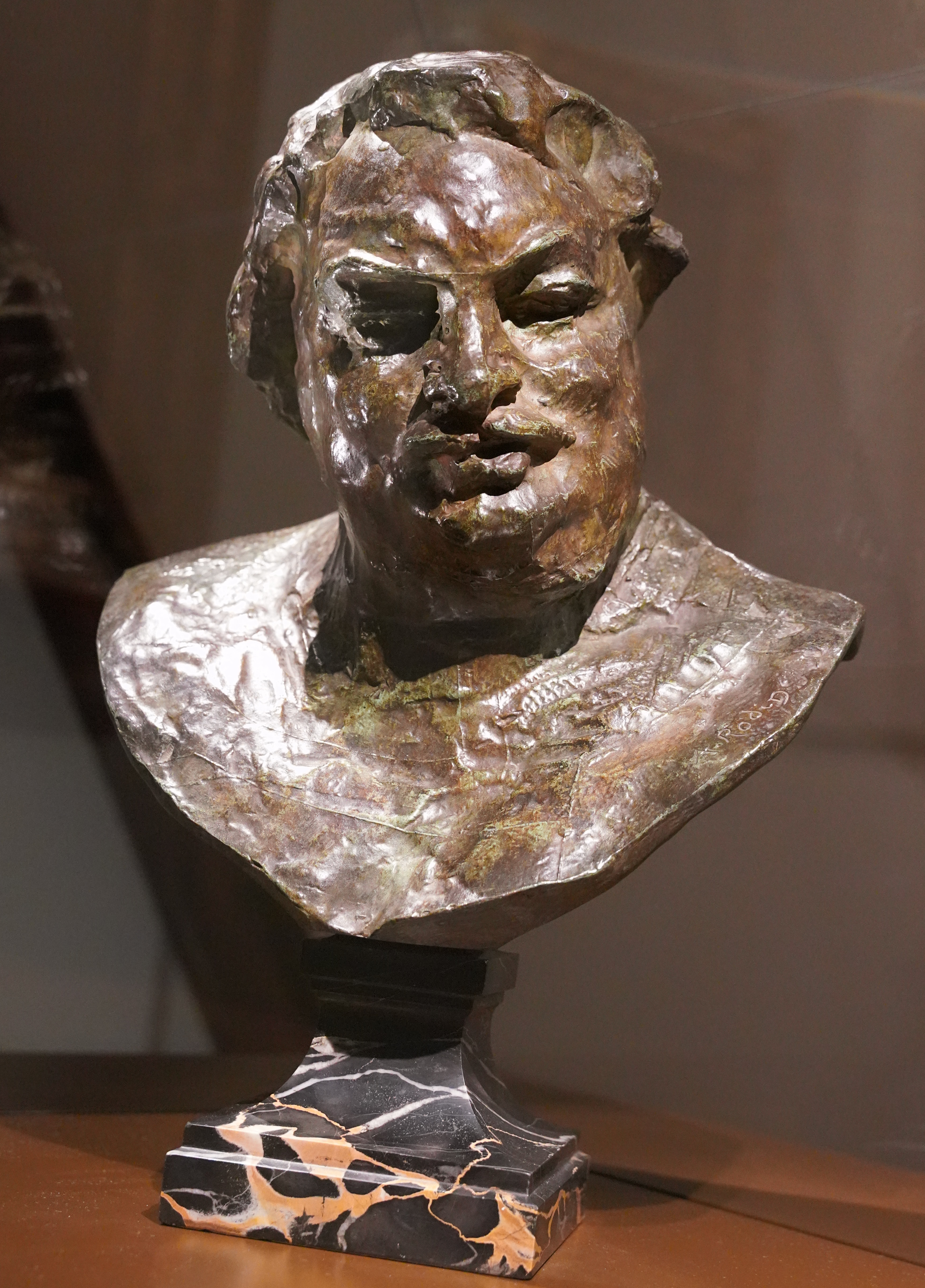
Бюст Оноре де Бальзака, Огюст Роден.
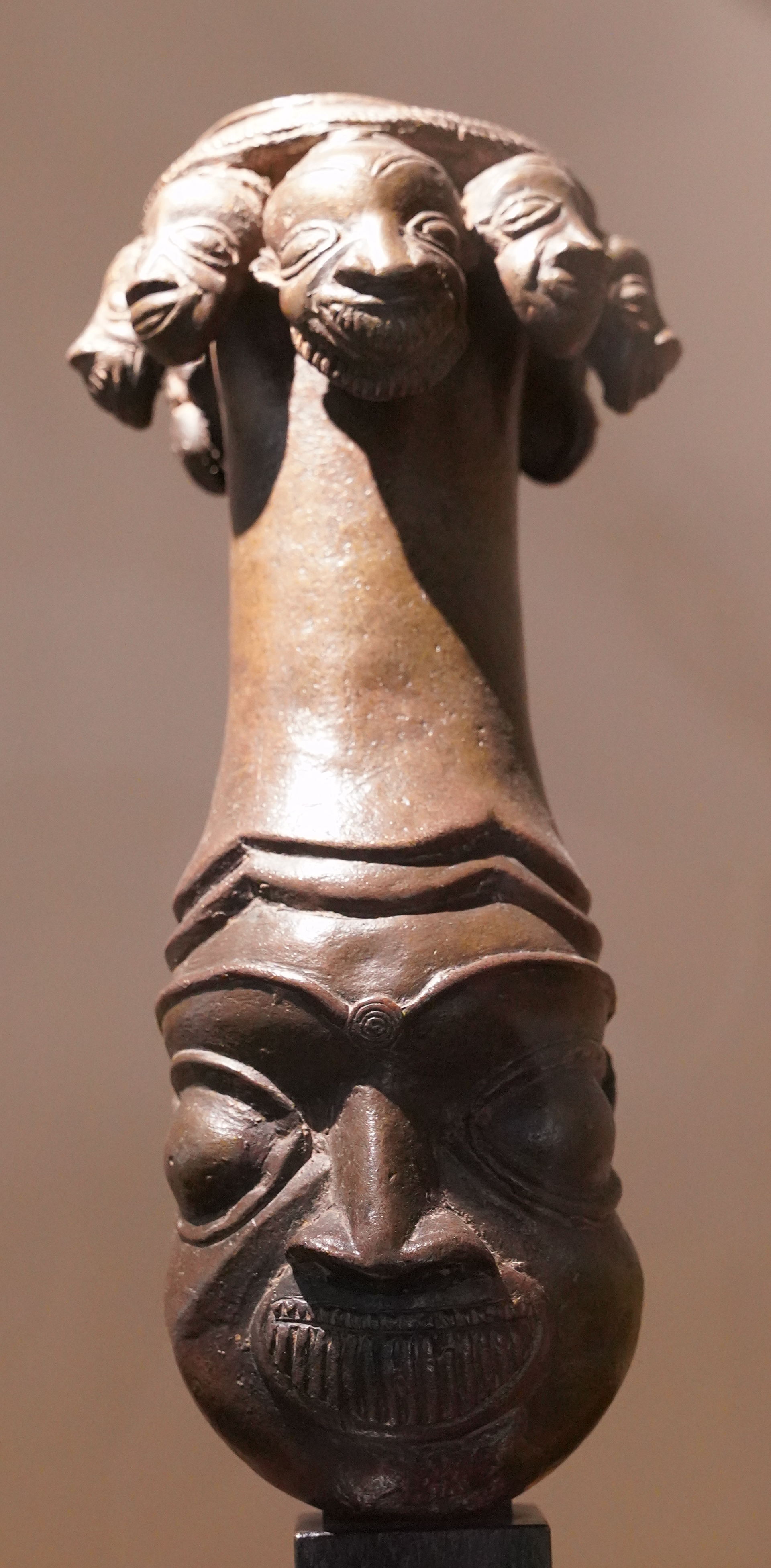
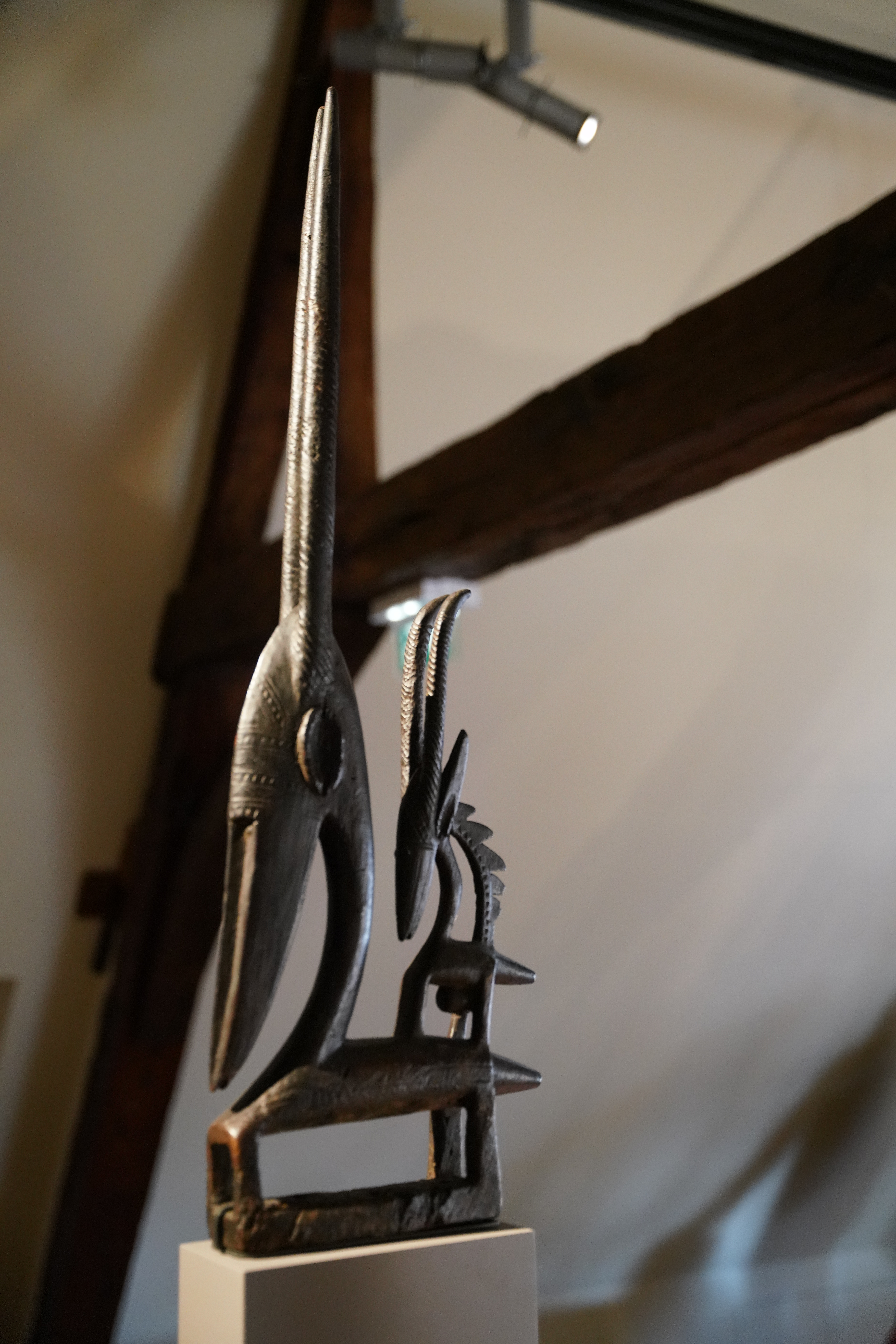

Колекція скла Моріса Маріно складається із 140 предметів мистецтва, створених у період із 1912 по 1937 рік.